# Tuo shinkafa
El tuo shinkafa, tuwo shinkafa o tuwon shinkafa es un plato nigeriano y nigerino similar a un budín espeso elaborado con arroz, maíz o mijo. Tiene una textura suave y viscosa, y generalmente se sirve con diferentes tipos de sopas: miyan kuka (sopa de baobab), miyan kubewa (sopa de okra), miyan taushe (sopa de verduras)...etc.